# Matt Dillon (Softwareentwickler)

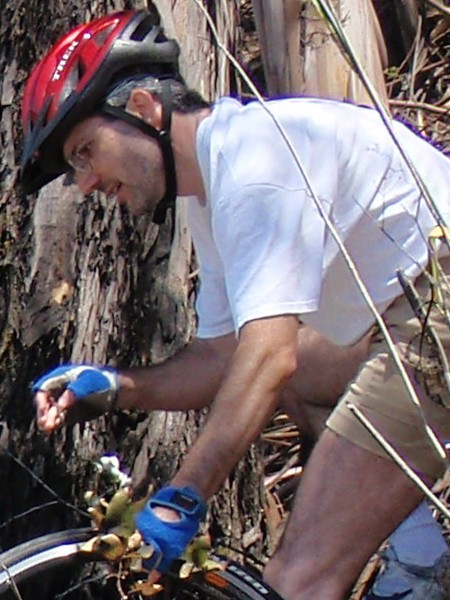
Matthew Dillon, 2008

Matthew „Matt“ Dillon (* 1. Juli 1966) ist ein US-amerikanischer Open-Source-Softwareentwickler.
Zunächst entwickelte er für den Amiga-Computer. Bekannt wurde er vor allem durch seinen C-Compiler DICE (steht für Dillon's Integrated C Environment). Dieser war für die Motorola-68000-Prozessoren des Amiga bestimmt, wurde dann aber von ihm auch unter Linux, FreeBSD, DragonFly BSD und anderen Betriebssystemen lauffähig gemacht. Den Sourcecode des zwischen 1992 und 1997 entwickelten Compilers machte er öffentlich. Darüber hinaus schrieb er den Assembler DASM (seit 1987/1988), den Editor DME und die Portierung von UUCP auf den Amiga.
Nach seinem Studium an der University of California, Berkeley, war er um 1993 einer von drei Gründern des Internetproviders „Best Internet Communications, Inc.“
Als FreeBSD-Entwickler war er seit 1997 hauptsächlich an der Entwicklung des VM-Subsystems beteiligt.
2003 überwarf er sich mit den anderen FreeBSD-Entwicklern, da er mit den Designentscheidungen nicht einverstanden war.
Mit dem Unix-Derivat DragonFly BSD entwickelte er basierend auf FreeBSD 4.8 das BSD-Betriebssystem entsprechend seinen Vorstellungen weiter.
Mit HAMMER schuf er ein hochverfügbares und robustes 64-bit-Dateisystem, das über laufend erzeugte Schnappschüsse und Prüfsummen erlaubt, ein abgestürztes System wieder fehlerfrei hochzufahren. Mittlerweile liegt der Nachfolger HAMMER2 vor.
Außerdem ist er Autor der USENET-Serversoftware Diablo und von dcron (steht für Dillon’s cron), einem minimalistischen Cron-Daemon für Linux.